# Nattawin Wattanagitiphat
Nattawin Wattanagitiphat (ณัฐวิญญ์ วัฒนกิติพัฒน์; nascido em 24 de fevereiro de 1994), apelidado de Apo (อาโป) é um ator e modelo tailandês. Ele é mais conhecido por seus papéis principais em Sud Kaen Saen Rak (2015), KinnPorsche (2022) e Man Suang (2023). Nos dois últimos, ele estrelou ao lado de Phakphum Romsaithong (Mile).

## Juventude e educação
Nattawin Wattanagitiphat nasceu em 24 de fevereiro de 1994. Frequentou a Universidade Thammasat antes de se transferir para a Faculdade de Artes da Comunicação da Universidade de Rangsit.

## Carreira
Em 2014, Nattawin assinou contrato como ator com o Channel 3 e fez sua estreia em Sud Kaen Saen Rak. Mais tarde no mesmo ano, ele estrelou Luead Mungkorn, que é uma série lakorn tailandesa composta por 5 dramas. Em 2018, seu último lakorn com o Channel 3 foi Chart Suer Pun Mungkorn. Nattawin entrou em um hiato por mais de 2 anos após seu contrato expirar em 2019.
Em 2021, foi anunciado que Nattawin retornaria como ator na série boys' love (BL) tailandesa, KinnPorsche The Series, no papel principal de Porsche. A versão cortada da série foi ao ar no One31, e a versão sem cortes (KinnPorsche The Series: La Forte) foi ao ar na iQIYI de abril a junho de 2022.

## Vida pessoal
Em 2019, foi ordenado por 1 mês no Templo Somphanas.

## Filmografia

### Cinema
| Ano  | Título    | Personagem | Notas          |
| ---- | --------- | ---------- | -------------- |
| 2023 | Man Suang | Khem       | Primeiro filme |

### Televisão
| Ano  | Título                  | Personagem                  | Notas            | Canal         |
| ---- | ----------------------- | --------------------------- | ---------------- | ------------- |
| 2015 | Sud Kaen Saen Rak       | Thana Thaweewattana         | Papel principal  | Channel 3     |
| 2015 | Luead Mungkorn: Krating | Tang Cheng Yang (Jovem)     | Papel principal  | Channel 3     |
| 2015 | Luead Mungkorn: Raed    | Tang Cheng Yang (Jovem)     | Papel principal  | Channel 3     |
| 2015 | Luead Mungkorn: Hong    | Tang Cheng Yang (Jovem)     | Papel principal  | Channel 3     |
| 2016 | Chaat Payak             | A Wurn                      | Papel principal  | Channel 3     |
| 2016 | Pra Teap Rak Hang Jai   | Pong Khun Boon Jirakit      | Papel principal  | Channel 3     |
| 2017 | Buang Banjathorn        | Sanpaeng                    | Papel recorrente | Channel 3     |
| 2018 | Kai Mook Mungkorn Fire  | Inspector Danthai           | Papel principal  | Channel 3     |
| 2018 | Nak Soo Taywada         | (Tay disfarçado)            | Papel convidado  | Channel 3     |
| 2018 | Prakasit Kammathep      | Harin                       | Papel recorrente | Channel 3     |
| 2018 | Chart Suer Pun Mungkorn | Lim Heng Tiang / Ah-Tiang   | Papel recorrente | Channel 3     |
| 2022 | KinnPorsche             | Porsche Pachara Kittisawasd | Papel principal  | One 31, iQIYI |

### Shows
| Ano                  | Título                    | Personagem | Canal                  |
| -------------------- | ------------------------- | ---------- | ---------------------- |
| 2015                 | 3 Zaap (3 แซบ)            | Convidado  | Polyplus Entertainment |
| 2016                 | Lady konkrua (Lady ก้นครัว) | Convidado  | Lady ก้นครัว             |
| 2016                 | 3 Zaap (3 แซบ)            | Convidado  | Polyplus Entertainment |
| 2016                 | ปากว่ามือถึง                 | Convidado  | Channel 3              |
| 2017                 | ตลาดสดพระราม๔             | Convidado  | Polyplus Entertainment |
| 2017                 | Suek 12 Rasi (ศึก 12 ราศี)  | Convidado  | Polyplus Entertainment |
| 2017                 | At Ten (ตีสิบ)              | Convidado  | 2020 Entertainment     |
| 2021                 | คุณพระช่วย                  | Convidado  | Workpoint TV           |
| Gacha Gacha ท้าอร่อย 2 | Amarin TV                 | Convidado  |                        |
| 2022                 | Sound Check               | Convidado  | One31                  |

## Discografia
| Ano  | Título da música              | Notas                     |
| ---- | ----------------------------- | ------------------------- |
| 2016 | ถักทอด้วยหัวใจ (Versão Acústica) | Pra Teap Rak Hang Jai OST |

## Concertos
| Ano  | Eventos                                       | Notas                       |
| ---- | --------------------------------------------- | --------------------------- |
| 2017 | Love is in the Air: Channel 3 Charity Concert | Com artistas do Channel 3   |
| 2022 | KinnPorscheWorldTour                          | Com o elenco de KinnPorsche |

## Prêmios e indicações
| Associações | Ano                                | Categoria                                      | Nomeações   | Resultado |
| ----------- | ---------------------------------- | ---------------------------------------------- | ----------- | --------- |
| 2022        | GQ Thailand Men of the Year Awards | Atores inovadores (com Phakphum Romsaithong)   | KinnPorsche | Venceram  |
| 2023        | Nine Entertain Awards              | Favorito do público (com Phakphum Romsaithong) | KinnPorsche | Indicados |